# 峰翁祖一
峰翁祖一（ほうおう そいち、文永10年（1273年）- 延文2年（1357年）3月）は、鎌倉時代の臨済宗の僧。正宗大暁禅師。一説には鎌倉幕府の執権北条時宗の同母弟と伝わる。

## 経歴
永仁6年（1298年）、24歳で出家。
正安2年（1300年）、下野国那須雲巌寺の高峰顕日（後嵯峨天皇の皇子）と南浦紹明の両者に、後に大徳寺を開山した宗峰妙超と伴に参禅する。そして当時筑前国大宰府にあった崇福寺に南浦紹明（大応国師）を訪ね、印加を受ける。南浦紹明の高足で宗峰妙超の同門であるが宗峰からも学んだ。
嘉元2年（1304年）、南浦紹明に随って上京。その後同門の宗峰が紫野に大徳寺を創立したので、訪ねて碧巌録を研修した。
延慶元年（1308年）、南浦紹明が亡くなり崇福寺の三世となる。
建武2年（1335年）、美濃国遠山荘地頭の遠山氏が大圓寺（現・岐阜県恵那市岩村町）を開創して迎えられ初祖となる。峰翁はこの山間幽谷の大圓寺で修行三昧に耽った。
暦応元年（1338年）、美濃国武儀郡富野村（現・岐阜県関市）に吉祥寺を開創。さらに同年に美濃国恵那郡阿木村に大禅寺（現存せず）を開創。
暦応2年（1339年）、三河国渥美郡の真言宗の太平寺を臨済宗に改宗し梵鐘を新築。
興国元年（1340年）、月菴宗光は峰翁に入門して指導を受けた。その他大蟲宗岑、心王性守、玉林宗璨等は、この頃集まった門弟である。
貞和年間（1345年 - 1350年）には伊予国の風早（現在の愛媛県松山市）に大通寺を開創。
延文元年（1356年）、法弟の滅宗宗光に請われて尾張の妙興寺に移り住山する。
延文2年3月（1357年）、大圓寺にて没する。84歳。

## 崇福寺文書
崇福寺は横岳山ともいい、九州大宰府にあった臨済禅の道場で、大応国師はここに於いて多くの門弟を養成した。峰翁祖一はこゝで入門してその法嗣となったが、師の没後同寺に出世した。其後峰翁の門下もこれに出世した。
- 勅賜正宗大暁禅師住横岳山万年崇福寺語録　門人宗雲等編

峰翁禅師行実 時宗胞弟廿四才出家、顕日高峰につく。後大応に学ぶ。晩美濃之明覚山大円寺に入る。法席丕盛。建武丁丑秋九月廿一日忽有微恙、入寂、老衲九十八。

## 海蔵寺文書
崇福三世峰翁祖一禅師
駿州の産、鎌倉執権北条時宗の母弟なり。時宗の実母最明寺時頼の妾にして毛利蔵人の娘なりしが、時宗の嫡母北条氏（北条重時の娘）に養われて家督。時宗の実母毛利氏は後北条義宗に嫁し数子を挙ぐ。禅師は時宗と異父兄弟なり。廿四才出家。大応国師に横岳にて勤業。遠賀郡内浦空徳谷を修禅場として結構し、一寺を開く。之を海蔵寺と称す。横岳二世絶崖転住後、禅師は迎えられて崇福に入院第三世となる。山内に一刹を開基して大聖庵といふ。後大圓寺に転住。
延元二年丁丑九月廿一日大圓寺にて遷化春秋九八（海蔵寺旧記）

## 妙心寺記録
峰翁祖一禅師は南浦大応国師の法嗣であって博多崇福寺の三世、筑前海蔵寺の開山、正宗大暁禅師と話す。海蔵寺は福岡県遠賀郡岡垣村宇内浦にある。
峰翁禅師はこれより先勢州桑名城下後藤不干斎の少林寺を創立し、其の上棟の日に於て梁南禅棟禅師を得度す。梁南禅棟の名は之に因んだのである。同師は尾州総見寺の二世である。（妙心寺派　教務本所）
（大正六年に大圓寺最後の住職希菴玄密和尚の建碑に際し、恵那郡史の編集者が妙心寺へ問合せた時の回答の抜卒）

## 峰翁祖一文献の疑問点
以上の資料を総合して峰翁禅師の伝記を考えると、禅師は海蔵寺記では鎌倉幕府の執権北条時宗の同母弟であるという。すなわち時宗の生母は毛利蔵人の女で北条時頼の妾であった。時宗は生まれて間もなく嫡母北条氏（北条重時の娘）に養育せられ嫡子となった。妾であった毛利氏は後北条義宗に嫁して数子を挙げたが、その一人が峰翁禅師であったという。駿州の産というのは毛利蔵人の住であろうか、なお、同記では禅師の没年を98歳としている。逆算して文応元年の生まれとなり、北条時宗より10歳年少となる。若し高僧伝の説の84歳とすると、23歳の差が出来て同母弟とするは不自然となる。ただ98歳という高齢で月菴宗光当時32歳の壮者を薫陶していたということは何となく不自然な気もする。とにかく海蔵寺記の説は今少し傍証の研究が必要である。
- 海蔵寺は福岡県遠賀郡岡垣町の海岸内浦浜に面する山中にあるもので、峰翁禅師が崇福寺で大応国師について勤業中、この地に修禅場として一寺を開いたのが海蔵寺であるという。
- 崇福寺は九州禅の道場として仁治2年（1241年）に円爾弁円によって開基された。文永9年（1272年）、南浦紹明がこれに入寺して以来三十余年、九州に於ける禅風の拳揚につとめ、下野国の雲巌寺の高峰顕日と共に東西二甘露門と称せられた。峰翁禅師もここに於て入門したのであった。寺は福岡県大宰府の地である。
- 峰翁禅師は崇福寺、海蔵寺、に住して後、大圓寺を開山したが、その他に勢州桑名城下に少林寺を創立したと（妙心寺派教務本所）言い、また美濃国武儀郡の富野に大禅寺、伊予の風早に大通寺等を開創し、尾張の妙興寺の一世に入寺したと（妙興寺記録）伝えている。これらの寺がどういう因縁で開創されたか詳しいことは分らない。妙興寺は峰翁の門下の心王性守が二世として入寺し、玉林と共に大応禅師の語録を編纂している等、因縁は特に深いが、妙興寺の落成した貞治4年（1365年）には、峰翁禅師は既に没後であったし、50歳も年長であつた峰翁禅師が滅宗禅師の寺へ入寺するというのは不自然であるから、おそらく峰翁の門下心王性守が二世として妙興寺へ入寺した時、師を奉じて一世としたのではあるまいか。心王は応安5年（1372年）に開山の滅宗禅師と大応語録上梓に参畫している。次に峰翁禅師の門下に南堂宗薫、的伝宗冑が崇福寺に出世しているが、この人の関係伝記が不明である。

## 著書
- 仏祖直伝

## 関連リンク
- 臨済宗五山派・美濃大円寺興亡史　花園大学国際禅学研究所
- 大通寺の木造大暁禅師（峰翁祖一）倚像　松山市
- 『岩村町史』 9.大円寺（明覚山） - WAIP（国立国会図書館）